# Michel Maurex
Michel Maurex est un amiral byzantin de la fin du XIe siècle particulièrement actif dans les guerres byzantino-normandes. 
Son identité n'est pas certaine car différentes personnes lui sont associées. Un de ceux-là est un riche marin et un magnat d'Héraclée du Pont, un autre est appelé Mambrita ou Mambrica dans les sources latines. 
Michel Maurex est actif contre les Normands dans les années 1060 et 1080 et est un général et un gouverneur notamment connu au travers de différents sceaux à son nom,.

## Biographie
Selon Nicéphore Bryenne, Maurex est d'origine humble, un natif d'Héraclée du Pont et très expérimenté dans le domaine naval. Selon Bryenne, il est indispensable à l'Empire et il reçoit de nombreux cadeaux de la part des empereurs amassant une immense fortune,. La première mention de ce général est faite dans les années 1050. Il possède alors la dignité peu importante d'ostiaire. De nombreuses sources permettent de retracer son avancement progressif. D'hypathe à patrice, veste et stratège de Chios, vestarche et catapan de Dyrrhachium, magister, proèdre et duc du thème des Buccelaires, il devient finalement curopalate et duc d'Antioche,,,.
Dans son dictionnaire byzantin d'Oxford (voir infra), Alexander Kazhdan accepte d'identifier Michel Maurex au magnat d'Héraclée du Pont mais reste sceptique quant à l'identité du Maurex décrit par Nicéphore Bryenne car il ne détient aucun des titres portés par le premier. De la même façon, Micheal Hendy doute de l'existence du magnat Michel Maurex comme une seule et même personne mais considère que le général et l'amiral sont la même personne.
En 1066, selon la Brève Chronique Normande, Maurex (celui que l'on identifie à Mambrica) dirige une flotte qui arrête une tentative d'invasion des Balkans par le comte Geoffroy de Tarente (en) et l'année suivante, il prend la tête d'une armée byzantine, débarque en Apulie et prend, avec le duc de Skopje, Nicéphore Carantinos, les villes de Bari et Castellaneta aux Normands. Toutefois, il ne peut empêcher les Normands d'assiéger une nouvelle fois Bari en 1068 et d'y remporter la victoire, mettant fin à la présence byzantine en Italie. En 1070, il est appelé à combattre Geoffroy et Robert Guiscard,.
Selon Bryenne, aux alentours de l'année 1076, Maurex accueille le futur empereur Alexis Ier Comnène dans ses possessions à Héraclée. À cette époque, Alexis est encore un général combattant les Turcs et Maurex lui fournit des hommes provenant de sa troupe personnelle,. 
Maurex est ensuite mentionné par Anne Comnène comme commandant d'une flotte byzantino-vénitienne qui vainc les Normands au cours de l'été 1082. Il apparaît une dernière fois en 1084 quand il est brièvement mentionné en tant que dux Mabrica par Guillaume d'Apulie comme chef d'une flotte byzantine stationnée à Corfou.